# Saqui de Cazuza
El saqui de Cazuza (Pithecia cazuzai) és una espècie de primat del grup dels micos del Nou Món oriünda d'una petita regió a l'oest del Brasil, a l'oest de la confluència del riu Japurá amb l'Amazones. Es tracta de l'espècie de saqui amb l'àmbit de distribució més petit. Fou descrita el 2014 en el marc d'una revisió de la taxonomia dels saquis. La descripció es basà en tres espècimens: un mascle adult, una femella adulta i una femella jove. L'espècie fou anomenada en honor del primatòleg brasiler José de Sousa e Silva-Júnior (conegut com a «Cazuza»).